# KkStB 31
Die Dampflokomotivreihe kkStB 31 waren Güterzug-Schlepptenderlokomotiven der k.k. österreichische Staatsbahnen (kkStB), die ursprünglich von der Vorarlberger Bahn, von der Dniester Bahn und von der Österreichisch-ungarische Staatseisenbahngesellschaft (StEG) stammten.

## kkStB 31.01–04 (Vorarlberger Bahn)
Diese vier Lokomotiven wurden 1894 in kkStB 35.91–94 und 1904 in kkStB 135.91–94 umgezeichnet.

## kkStB 31.01–11 (Osterreichisch-ungarische Staatseisenbahngesellschaft)
vgl. StEG II 1001–1053

## kkStB 31.11–16 (Dniester Bahn)
vgl. Dniester Bahn 3–8